# Vitória
Vitória je grad u Brazilu. Nalazi se u federalnoj državi Espírito Santo. Prema procjeni iz 2007. u gradu je živjelo 314.042 stanovnika.

## Stanovništvo
Prema procjeni iz 2007. u gradu je živjelo 314.042 stanovnika.
| 1991.   | 2000.   |
| ------- | ------- |
| 258.777 | 292.304 |